# Alberto Tomba
Alberto Tomba (* 19. Dezember 1966 in Bologna) ist ein ehemaliger italienischer Skirennläufer. Er gewann in seiner Karriere drei olympische Goldmedaillen, zwei Weltmeistertitel sowie in der Saison 1994/95 den Gesamtweltcup. Mit 50 Weltcupsiegen, die er Ende der 1980er und in den 1990er Jahren errang, ist er nach Ingemar Stenmark, Marcel Hirscher und Hermann Maier der vierterfolgreichste Skirennläufer der Geschichte. Tomba fuhr fast ausschließlich in den Disziplinen Slalom und Riesenslalom und gewann dabei je viermal die Weltcupwertung. Aufgrund seines extravaganten Auftretens und zahlreicher Affären stand Tomba jahrelang im Fokus der Massenmedien und wurde in Italien zu einem Superstar. Sein Spitzname Tomba la bomba („Tomba die Bombe“) leitet sich sowohl von seiner für Alpinskiläufer untypischen muskulösen Statur als auch von der dynamischen und kraftbetonten Fahrweise ab.

## Biografie

### Die Anfänge
Alberto Tomba wuchs in sehr wohlhabenden Verhältnissen auf. Vater Franco († 2024) baute das in den 1930er Jahren gegründete Herrenmodegeschäft des Großvaters in Bologna zu einem florierenden Textilunternehmen aus. Die Familie lebte im Anwesen Castel De Britti bei San Lazzaro di Savena, einem Vorort von Bologna. Sie besaß ein Ferienhaus im noblen Wintersportort Cortina d’Ampezzo, wo Sohn Alberto als Vierjähriger das Skifahren erlernte.
Ab 1983 bestritt Tomba Rennen im Europacup. Bei den Juniorenweltmeisterschaften 1984 wurde er Vierter im Riesenslalom, woraufhin er in die B-Nationalmannschaft aufstieg. Im selben Jahr sorgte er erstmals für Schlagzeilen, als er beim Parallelo di Natale, einem nächtlichen Showrennen in Mailand, sämtliche Konkurrenten schlug. Mit zahlreichen guten Ergebnissen bei Europacup- und FIS-Rennen stieg er in die A-Nationalmannschaft auf. Tomba gehörte als Sportsoldat der Sportfördergruppe der Carabinieri an und erreichte aufgrund seiner Leistungen bei Wintersportwettbewerben den Dienstgrad Hauptfeldwebel. Er verließ die Carabinieri 1996 freiwillig, um disziplinarischen Maßnahmen wegen ungebührlichen Verhaltens zuvorzukommen.
Seine Premiere im Weltcup hatte Tomba am 13. Januar 1985 beim Hahnenkamm-Slalom von Kitzbühel, wo er im 2. Lauf auf Grund eines Torfehlers disqualifiziert wurde. Am 23. Februar 1986 holte er beim Slalom in Åre erstmals Weltcuppunkte, als er mit der hohen Startnummer 62 überraschend auf den sechsten Platz fuhr. Seinen ersten Podestplatz erzielte er am 14. Dezember 1986 als Zweiter im Riesenslalom von Alta Badia. Ebenso unerwartet kam der Gewinn der Riesenslalom-Bronzemedaille bei den Weltmeisterschaften 1987 in Crans-Montana.

### Starrummel
In der Saison 1987/88 konnte sich Tomba an der Weltspitze etablieren. Seinem ersten Weltcupsieg am 27. November 1987 im Slalom von Sestriere folgten in diesem Winter sieben weitere. Er gewann die Disziplinenwertungen in Slalom und Riesenslalom, während er sich in der Gesamtwertung nur dem Schweizer Pirmin Zurbriggen geschlagen geben musste (mit 281 Punkten gegenüber 310 des Schweizers). Den Gesamtsieg verpasste Tomba in den folgenden Jahren mehrmals, weil er nie Abfahrten und kaum Super-Gs bestritt – angeblich aus Rücksicht auf seine Mutter, die um die Sicherheit ihres Sohnes besorgt war. Seine Überlegenheit in den technischen Disziplinen (Slalom und Riesenslalom) demonstrierte Tomba auch bei den Olympischen Winterspielen 1988, als er in Nakiska bei Calgary sowohl im Riesenslalom als auch im Slalom die Goldmedaille gewann. 1988 wurde er von der Internationalen Vereinigung der Ski-Journalisten (AIJS) erstmals mit dem Skieur d’Or geehrt, in den Jahren 1992 und 1996 erhielt er diese Auszeichnung zwei weitere Male.
Die zahlreichen Erfolge machten Tomba international zum Star. Dazu trug insbesondere sein exzentrisches, von großstädtischem Flair geprägtes Auftreten bei, das in völligem Gegensatz zum bodenständigen Image vieler Skirennläufer aus ländlichen Gegenden stand. Tomba zelebrierte seine Erfolge exzessiv und machte die früher oft wenig beachteten Rennen in den technischen Disziplinen zu publikumswirksamen Events. Vor allem in Italien sorgte er mit der Teilnahme an Partys der Mailänder Schickeria und zahlreichen echten oder erfundenen Liebesaffären regelmäßig für Schlagzeilen. So war er beispielsweise fünf Jahre mit Martina Colombari, der Miss Italia von 1991, liiert.
Auf den von Boulevardmedien und Paparazzi ausgelösten Medienrummel folgten in der Saison 1988/89 vergleichsweise mittelmäßige Leistungen. Tomba gewann lediglich einen Slalom und bei den Weltmeisterschaften 1989 in Vail blieb ein sechster Platz sein bestes Ergebnis. Er reagierte darauf, indem er sein Trainingspensum intensivierte und sein Umfeld völlig neu strukturierte. Tomba löste sich von den Strukturen des italienischen Skiverbandes, stellte ein eigenes Betreuerteam zusammen und engagierte Gustav Thöni als persönlichen Trainer.

### Erfolge und Niederlagen
Wegen eines Schlüsselbeinbruchs verpasste er einen großen Teil der Saison 1989/90, dennoch gelangen ihm drei Siege. In der Saison 1990/91 gewann er mit fünf Siegen souverän die Riesenslalom-Disziplinenwertung, hinzu kam ein Slalomsieg. Den Gewinn des Gesamtweltcups verpasste er gegenüber Marc Girardelli nur deswegen, weil er in einigen Slaloms ausgeschieden war. Bei den Weltmeisterschaften 1991 in Saalbach-Hinterglemm konnte er wiederum keine Medaille gewinnen: Im Riesenslalom stürzte er nach Bestzeit im ersten Lauf, im Slalom wurde er Vierter.
Einen weiteren Höhepunkt erreichte Tombas Karriere in der Saison 1991/92. Er gewann sechs der neun ausgetragenen Weltcupslaloms und siegte dreimal im Riesenslalom, was in beiden Disziplinen deutlich zum Sieg in der Weltcupwertung reichte. Auch in diesem Jahr hatte sein Verzicht auf Rennen in den schnellen Disziplinen zur Folge, dass er den Gesamtsieg verpasste, dieses Mal gegenüber dem Schweizer Paul Accola. Bei den Olympischen Winterspielen 1992 gewann er die Goldmedaille im Riesenslalom und die Silbermedaille im Slalom. Somit war Tomba der erste Skirennläufer, dem es gelungen war, zweimal in Folge in derselben Disziplin Olympiasieger zu werden.
Eher enttäuschend verlief für Tomba die Saison 1992/93, als ihm wieder nur ein einziger Slalomsieg gelang. Durch eine Grippe geschwächt, trat er zu den Weltmeisterschaften 1993 in Morioka an, kam aber in beiden Rennen nicht ins Ziel. Während der Saison 1993/94 erwies sich Tomba mit vier Siegen wieder als bester Slalomfahrer, seine Leistungen im Riesenslalom blieben aber weiterhin deutlich unter den Erwartungen. Bei den Olympischen Winterspielen 1994 in Lillehammer holte er seine fünfte olympische Medaille, die silberne im Slalom.
Der Winter 1994/95 erwies sich als Tombas beste Saison. Wieder dominierte er den Slalom fast nach Belieben und gewann sieben der neun ausgetragenen Rennen. Im Riesenslalom kamen vier weitere Siege hinzu, womit er auch in dieser Disziplin die Weltcupwertung für sich entschied. Mit insgesamt elf Saisonsiegen gewann er mit großem Vorsprung die Gesamtwertung. Sein letztes verbliebenes Karriereziel, den Gewinn eines Weltmeistertitels, konnte er vorerst nicht verwirklichen, da die Weltmeisterschaften in der Sierra Nevada wegen Schneemangels um ein Jahr verschoben werden mussten.

### Ende der Sportkarriere
Drei Siege zu Beginn der Saison 1995/96 machten Tomba zu einem der Favoriten der Weltmeisterschaften 1996. Nach mehreren vergebenen Chancen bei vergangenen Weltmeisterschaften konnte er in der Sierra Nevada die hohen Erwartungen erfüllen. Sowohl im Riesenslalom als auch im Slalom holte er den Weltmeistertitel. In der Slalom-Disziplinenwertung des Weltcups musste er sich wegen mehrerer Ausfälle dem Franzosen Sébastien Amiez geschlagen geben.
Tomba deutete in den Medien erstmals die Möglichkeit seines Rücktritts an, doch entschied er sich, seine Karriere vorläufig weiterzuführen. Nach achtjähriger Zusammenarbeit trennte er sich von seinem Trainer Gustav Thöni. Wegen einer Trainingsverletzung begann er die Saison 1996/97 mit einigen Wochen Verzögerung, konnte sich dann aber kontinuierlich steigern und gehörte nach dem Slalomsieg in Schladming zu den Favoriten für die Weltmeisterschaften 1997. In Sestriere schied er im Riesenslalom aus, doch im Slalom gewann der durch Fieber geschwächte Tomba vor 50.000 Fans die Bronzemedaille.
Tombas letztes großes Ziel waren die Olympischen Winterspiele 1998 in Nagano. Nach einem erneuten Sieg in Schladming gehörte er wieder zu den Favoriten für einen Olympiasieg. Doch die olympischen Rennen in Hakuba brachten ihm kein Glück. Im Riesenslalom stürzte er und im Slalom konnte er wegen starker Rückenschmerzen nicht zum zweiten Lauf antreten. Beim letzten Rennen der Saison, dem Slalom von Crans-Montana, konnte Tomba seinen 50. Weltcupsieg feiern. Dies war auch sein letztes Rennen, denn im Sommer 1998 erklärte er seinen Rücktritt vom Spitzensport. Tomba ist der einzige Skirennläufer, dem es bisher gelang, in elf aufeinanderfolgenden Wintern mindestens ein Weltcuprennen zu gewinnen.

### Nach dem Rücktritt
Tomba versuchte nach seinem Rücktritt, eine Karriere als Filmschauspieler zu starten. Im Jahr 2000 war er im Film Alex l'ariete („Alex, der Widder“) von Damiano Damiani zu sehen. An der Seite von Michelle Hunziker spielte er die Hauptrolle, einen strafversetzten GIS-Polizisten, der die Zeugin eines Verbrechens vor Kriminellen schützen muss. Der Actionfilm, der bereits zwei Jahre zuvor gedreht worden war, erwies sich als ein vollständiger Flop und wurde im Kino von nur 597 Personen gesehen; weitere Rollenangebote für Tomba blieben aus. Während fünf Jahren organisierte Tomba in den USA die Tomba-Tour, eine Rennserie für Kinder.

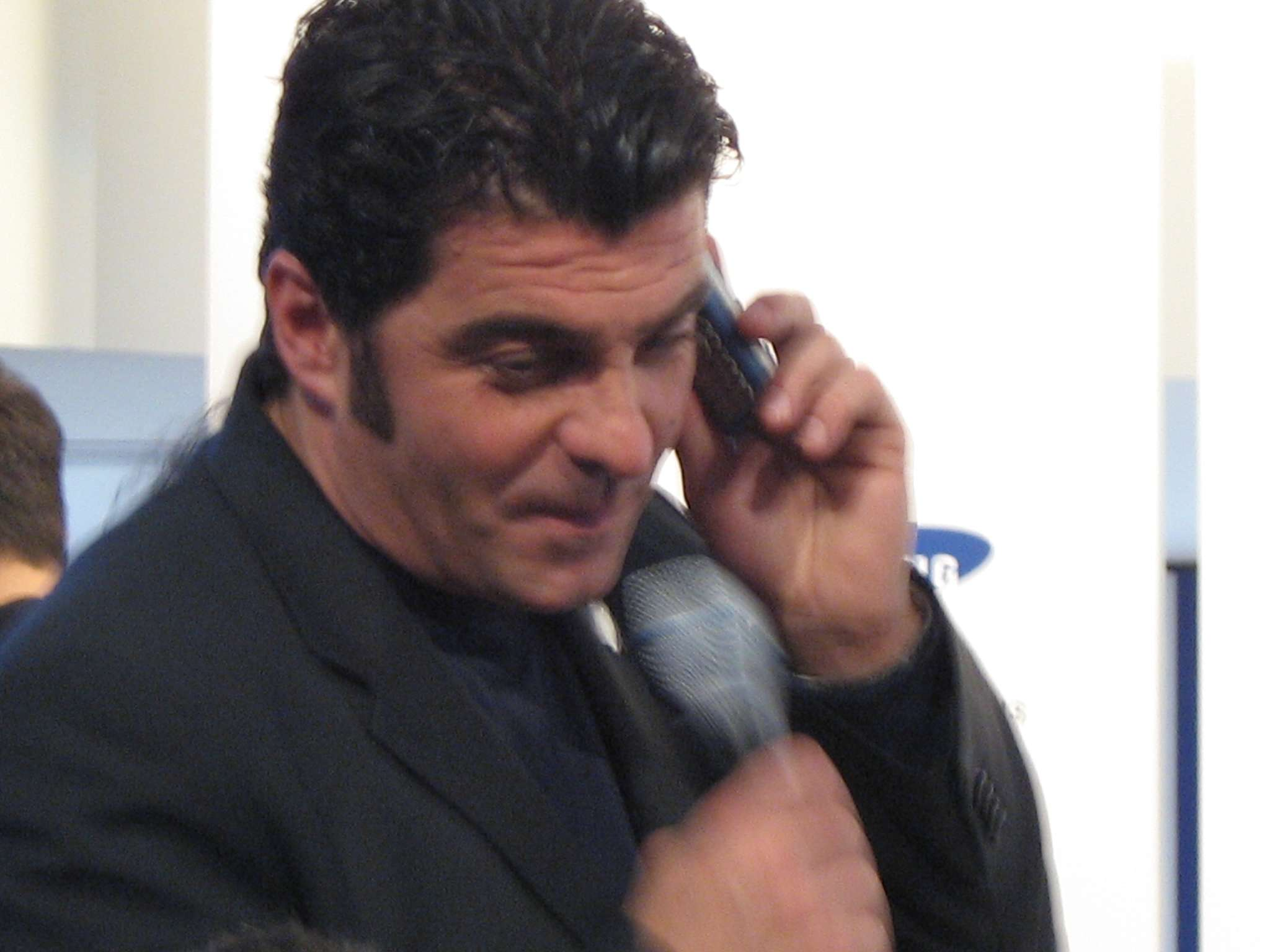
Alberto Tomba bei einer Wohltätigkeitsauktion während der Olympischen Winterspiele 2006

Im Jahr 1997 kamen Gerüchte auf, Tomba habe einen großen Teil seiner lukrativen Werbeverträge (unter anderem mit dem Nudelhersteller Barilla, dem Bekleidungsunternehmen Fila und dem Automobilkonzern Fiat) nicht beim italienischen Finanzamt deklariert. Die Guardia di Finanza stieß bei ihren mehrmonatigen Ermittlungen auf ein verschachteltes System von Konten und Briefkastenfirmen im Ausland und erhob daraufhin Anklage wegen Steuerhinterziehung. Zwar einigte sich Tomba 2000 mit den Finanzbehörden über eine Nachzahlung von rund vier Millionen Euro für die Jahre 1993 bis 1996, die Anklage blieb aber weiterhin bestehen. Im Januar 2002 wurde er in allen Anklagepunkten freigesprochen. Hingegen wurde Vater Franco Tomba, der die finanziellen Angelegenheiten seines Sohnes geregelt hatte, zu 16 Monaten Gefängnis auf Bewährung verurteilt.
Tomba war 1999 als offizieller Werberepräsentant der Wintersportstation Sestriere ein aktiver Unterstützer der Kandidatur Turins für die Olympischen Winterspiele 2006. Während der Eröffnungsfeier in Turin trug er die olympische Fackel in das Stadion. Im Verlaufe der Spiele war er für das italienische Staatsfernsehen RAI als Kommentator tätig. Im Dezember 2008 veröffentlichte Tomba seine Biografie, die den Titel Prima e seconda Manche („Erster und zweiter Lauf“) trägt.

## Erfolge

### Olympische Spiele
- Calgary 1988: 1. Riesenslalom, 1. Slalom
- Albertville 1992: 1. Riesenslalom, 2. Slalom
- Lillehammer 1994: 2. Slalom

### Weltmeisterschaften
- Crans-Montana 1987: 3. Riesenslalom, 14. Super-G
- Vail 1989: 6. Super-G, 7. Riesenslalom
- Saalbach 1991: 4. Slalom
- Sierra Nevada 1996: 1. Slalom, 1. Riesenslalom
- Sestriere 1997: 3. Slalom

### Junioren-Weltmeisterschaften
- Sestriere 1983: 16. Slalom
- Sugarloaf 1984: 4. Riesenslalom

### Weltcupwertungen
Alberto Tomba hat einmal den Gesamtweltcup gewonnen (1994/95), dazu kommen acht weitere Siege in Disziplinenwertungen.
| Saison  | Gesamt | Gesamt | Super-G | Super-G | Riesenslalom | Riesenslalom | Slalom | Slalom |
| Saison  | Platz  | Punkte | Platz   | Punkte  | Platz        | Punkte       | Platz  | Punkte |
| ------- | ------ | ------ | ------- | ------- | ------------ | ------------ | ------ | ------ |
| 1985/86 | 51.    | 31     | 19.     | 10      | 23.          | 11           | 39.    | 10     |
| 1986/87 | 15.    | 76     | 18.     | 15      | 9.           | 52           | 24.    | 12     |
| 1987/88 | 2.     | 281    | 8.      | 29      | 1.           | 82           | 1.     | 170    |
| 1988/89 | 3.     | 189    | 7.      | 37      | 7.           | 40           | 2.     | 112    |
| 1989/90 | 9.     | 116    | –       | –       | 14.          | 21           | 2.     | 95     |
| 1990/91 | 2.     | 222    | –       | –       | 1.           | 152          | 6.     | 70     |
| 1991/92 | 2.     | 1362   | 43.     | 22      | 1.           | 520          | 1.     | 820    |
| 1992/93 | 5.     | 817    | –       | –       | 2.           | 381          | 2.     | 436    |
| 1993/94 | 3.     | 822    | –       | –       | 11.          | 282          | 1.     | 540    |
| 1994/95 | 1.     | 1150   | –       | –       | 1.           | 450          | 1.     | 700    |
| 1995/96 | 5.     | 766    | –       | –       | 8.           | 276          | 2.     | 490    |
| 1996/97 | 25.    | 352    | –       | –       | –            | –            | 5.     | 352    |
| 1997/98 | 14.    | 506    | –       | –       | 13.          | 171          | 7.     | 290    |

### Siege bei Weltcuprennen
Insgesamt hat Alberto Tomba 50 Weltcuprennen gewonnen (15 Riesenslaloms, 35 Slaloms). Hinzu kommen 26 zweite Plätze und 12 dritte Plätze.
Außerdem gewann Tomba zum Saisonfinale am 27. März 1988 den nur zum Nationencup zählenden Parallelslalom in Saalbach vor Pirmin Zurbriggen.
| Datum             | Ort                    | Land        |
| ----------------- | ---------------------- | ----------- |
| 27. November 1987 | Sestriere              | Italien     |
| 16. Dezember 1987 | Madonna di Campiglio   | Italien     |
| 20. Dezember 1987 | Kranjska Gora          | Jugoslawien |
| 17. Januar 1988   | Bad Kleinkirchheim     | Österreich  |
| 19. März 1988     | Åre                    | Schweden    |
| 22. März 1988     | Oppdal                 | Norwegen    |
| 11. Dezember 1988 | Madonna di Campiglio   | Italien     |
| 29. November 1989 | Waterville Valley      | USA         |
| 8. März 1990      | Geilo                  | Norwegen    |
| 12. März 1990     | Sälen                  | Schweden    |
| 11. Dezember 1990 | Sestriere              | Italien     |
| 24. November 1991 | Park City              | USA         |
| 10. Dezember 1991 | Sestriere              | Italien     |
| 5. Januar 1992    | Kranjska Gora          | Slowenien   |
| 19. Januar 1992   | Kitzbühel              | Österreich  |
| 26. Januar 1992   | Wengen                 | Schweiz     |
| 22. März 1992     | Crans-Montana          | Schweiz     |
| 9. Januar 1993    | Garmisch-Partenkirchen | Deutschland |
| 5. Dezember 1993  | Stoneham               | Kanada      |
| 14. Dezember 1993 | Sestriere              | Italien     |
| 30. Januar 1994   | Chamonix               | Frankreich  |
| 6. Februar 1994   | Garmisch-Partenkirchen | Deutschland |
| 4. Dezember 1994  | Tignes                 | Frankreich  |
| 12. Dezember 1994 | Sestriere              | Italien     |
| 20. Dezember 1994 | Lech                   | Österreich  |
| 21. Dezember 1994 | Lech                   | Österreich  |
| 8. Januar 1995    | Garmisch-Partenkirchen | Deutschland |
| 15. Januar 1995   | Kitzbühel              | Österreich  |
| 22. Januar 1995   | Wengen                 | Schweiz     |
| 19. Dezember 1995 | Madonna di Campiglio   | Italien     |
| 22. Dezember 1995 | Kranjska Gora          | Slowenien   |
| 7. Januar 1996    | Flachau                | Österreich  |
| 30. Januar 1997   | Schladming             | Österreich  |
| 8. Januar 1998    | Schladming             | Österreich  |
| 15. März 1998     | Crans-Montana          | Schweiz     |

| Datum             | Ort               | Land        |
| ----------------- | ----------------- | ----------- |
| 29. November 1987 | Sestriere         | Italien     |
| 13. Dezember 1987 | Alta Badia        | Italien     |
| 19. Januar 1988   | Saas-Fee          | Schweiz     |
| 16. Dezember 1990 | Alta Badia        | Italien     |
| 21. Dezember 1990 | Kranjska Gora     | Jugoslawien |
| 1. März 1991      | Lillehammer       | Norwegen    |
| 9. März 1991      | Aspen             | USA         |
| 21. März 1991     | Waterville Valley | USA         |
| 23. November 1991 | Park City         | USA         |
| 15. Dezember 1991 | Alta Badia        | Italien     |
| 20. März 1992     | Crans-Montana     | Schweiz     |
| 22. Dezember 1994 | Alta Badia        | Italien     |
| 6. Januar 1995    | Kranjska Gora     | Slowenien   |
| 4. Februar 1995   | Adelboden         | Schweiz     |
| 18. März 1995     | Bormio            | Italien     |

### Italienische Meisterschaften
Alberto Tomba gewann insgesamt acht italienische Meistertitel:
- Slalom (5): 1988, 1990, 1991, 1993, 1994
- Riesenslalom (3): 1990, 1991, 1992

## Auszeichnungen
- 1988, 1992 und 1996: Skieur d’Or
- 1988, 1992, 1994 und 1995: Italiens Sportler des Jahres (La Gazzetta dello Sport)

## Quelle
- Internationales Sportarchiv, Ausgabe 40/1999 (Munzinger-Archiv)